# Добринка (Липецкая область)

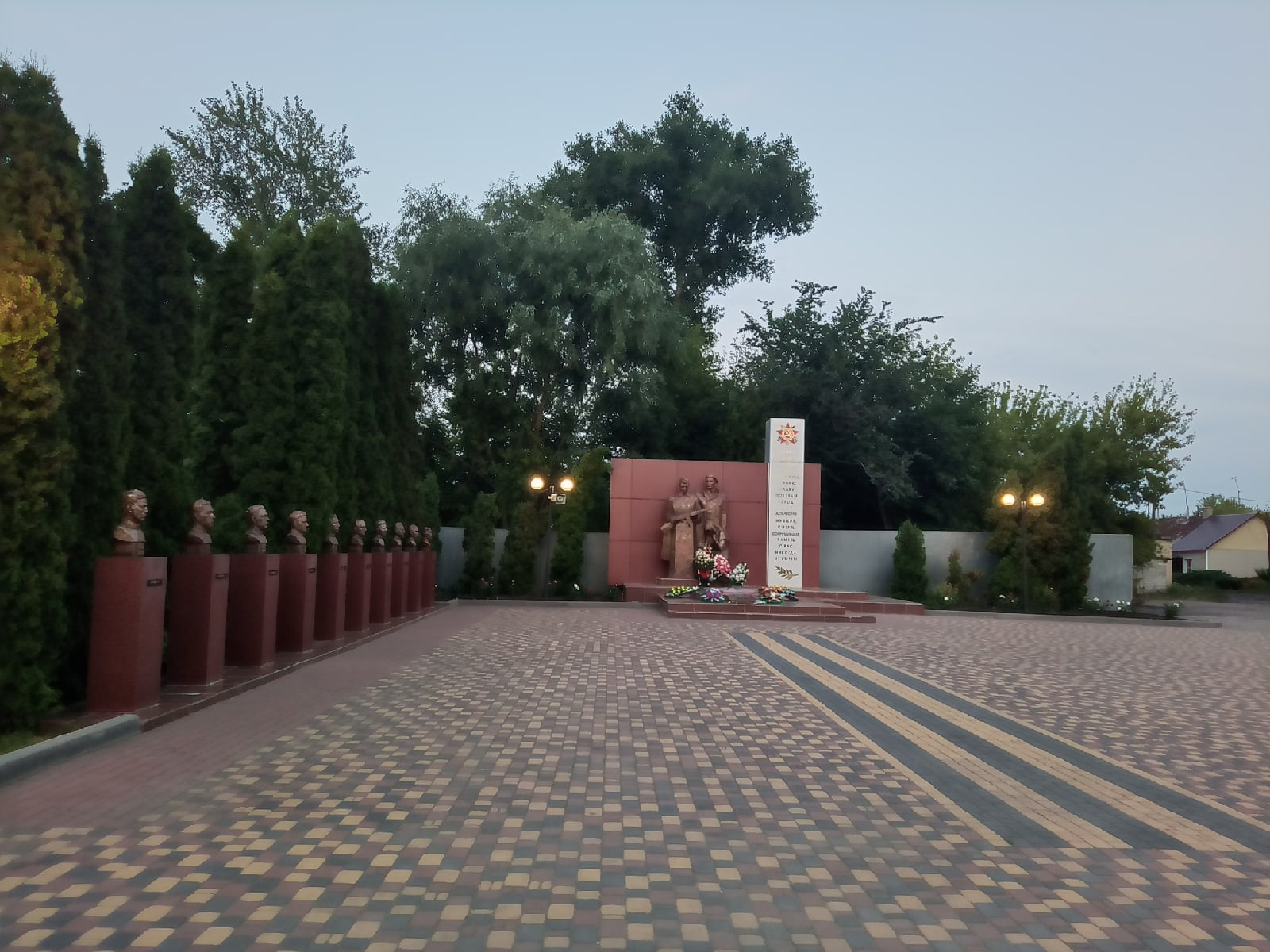
Обелиски героев Великой Отечественной войны и памятник павшим воинам

До́бринка — посёлок в Липецкой области России, центр Добринского района. В 1967—2005 годах имел статус посёлка городского типа.
Население — 8965 чел. (2021). Железнодорожная станция Добринка на линии Грязи — Поворино ЮВЖД.
Стоит в верховье реки Пловутка.

## История
30 мая (по новому стилю) 1802 года переселенцам из села Доброе (город Добрый) Лебедянского уезда Тамбовской губернии (ныне село Доброе — центр Добровского района) была отведена земля для поселения. Деревня стала называться До́бринскими Вы́селками или Добринкой. В 1816 году здесь было 10 дворов. По данным за 1862 год деревня называлась также Бахтино и насчитывала 17 дворов с 227 жителями.
В 1869 году рядом прошла железнодорожная линия Грязи — Борисоглебск. Построенная на ней станция получило название Добринка. Пристанционный посёлок стал сливаться с деревней. В начале XX века в деревне насчитывалось 94 двора с 650 жителями, имелась земская школа, почтово-телеграфная контора, базар, частная аптека Воскресенского.
Согласно справочнику «Вся Россия» В Добринке находились торгово-промышленные заведения: магазин бакалейно-колониальных товаров Ушакова Фёдора Аркадьевича, железо-скобяных товаров Болховитинова Михаила Даниловича, мануфактурных товаров Степанова Антона Афанасьевича, муки Маркина Макара Евгеньевича, хлеба (зерна) Красника Юды Евновича, Левинсона Абрама Хлавиевича, Морозова Алексея Константиновича, Прутцкова Михаила Никитовича, Хазанова Мовши Исиловича.
В 1888—1889 годах на станции Добринка ночным сторожем работал Максим Горький и жил в казарме-общежитии для неженатых служащих (ул. Горького, 2). По мотивам услышанной на станции истории был написан рассказ «Скуки ради». Период своей работы в Добринке отражен в автобиографическом рассказе «Сторож».
В январе 1899 года открыто начальное народное училище.
1903 год — пожар на станции Добринка. Пострадало помещение станционного жандарма.
В 1907 году фирмой Г. Даверио была построена механическая мельница. Владелец Иван Иванович Дегтев.
В годы Первой мировой войны на станции был открыт лазарет на 20 коек.
В 1917 году проходил эсеровский съезд.
В 1918 году Добринка стала центром Добринской волости в составе Чуевки, Талицких Выселок, Чуевских Отрубов и Воскресеновки.
7 сентября 1919 в Добринку вошли белоказаки частей корпуса Мамонтова.
В 1920 году, после посещения Добринки А. К. Воронским, были написано письмо на имя В. И. Ленина о тяжёлом положении крестьянства, отягощённого продразвёрсткой и очередным неурожаем.
В июле 1928 года Добринка стала центром новообразованного Добринского района.
В 1929 году построен элеватор.
В 1930-х годах Никольская церковь была закрыта и переоборудована под здание школы.
В 1967 году в состав Добринки вошло село Чуевка; тогда же населённый пункт получил статус посёлка городского типа.
Кроме того в состав посёлка вошли бывшие населённые пункты Никольское (Терпигорево, Бланково), Чамлычок.
9 мая 1971 состоялась торжественная церемония открытия памятника Памятник павшим воинам, на которой присутствовали Герой Советского Союза Ф. Т. Чирков, кавалер ордена Славы трёх степеней С. Н. Назаркин, участники Великой Отечественной войны. Право открыть памятник и зажечь Вечный огонь было предоставлено первому секретарю райкома КПСС В. В. Донских. В нишу, под мраморной плитой у Вечного огня, была замурована капсула со списками погибших добринцев и снарядная гильза с землёй, привезённая с Мамаева Кургана.
В 2000 году началось строительство церкви Святителя Николая..
8 мая 2000 года торжественно открылась Аллея Героев.
В сентябре 2002 году в центре посёлка установили новый памятник писателю М. Горькому.
В 2011 году Проект добринца Дмитрия Адоньева вошёл в число призёров конкурса федерального проекта «IT-ПРОРЫВ» в номинации «IТ-Идея», направленный на блокировку в сети интернет сайтов, содержащих запрещённый контент.
24 ноября 2017 года открыт первый в регионе и четвёртый в России «Музей хлеба».
18 февраля 2018 года торжественно открыт памятник воинам-интернационалистам.
26 апреля 2018 года открыт памятник ликвидаторам аварии на Чернобыльской АЭС.

## Население
| 1939  | 1959  | 1970  | 1979  | 1989  | 2002    | 2006    |
| ----- | ----- | ----- | ----- | ----- | ------- | ------- |
| 2702  | ↗2973 | ↗8009 | ↗9381 | ↗9673 | ↗10 153 | ↘10 000 |
| 2007  | 2010  | 2021  |       |       |         |         |
| ↘9970 | ↘9572 | ↘8965 |       |       |         |         |

## Этноконфессиональный состав
Население Добринки в начале XX века — великороссы, православные, относились к приходу церкви с. Чуевка ..
Существовала еврейская община, которая возникла в XIX веке. Функционировала молельня и было своё еврейское кладбище. Общину посещал губернский раввин Лев (Борух-Лейб) Давидович Иоффе. Описание общины оставил А. К. Воронский в своей автобиографической книге «Бурса». В 1923 году проживало 20 евреев.

## Памятники природы
Ландшафтно-биологический памятник природы «Добринские болота» создан в 1993 году на площади 194,60 га решение малого Совета Липецкого областного Совета народных депутатов от 15.07.1993 № 149 «Об особо охраняемых природных территориях области». Научное изучение болот началось еще в XIX веке. Одним из первых ученых обратил внимание на уникальность болот Д. И. Литвинов.
- Добринские болота — территория болот и заболоченных западин около п. Добринка, в том числе урочища Столбовое, Рыбное, Половинное, Хуторское, Берёзовое и Берёзовое Молодое. Представляет болотно-галофитный водораздельный комплекс с хорошо сохранившимися солонцами, солодями, болотами и лугами, с богатым набором редких для области видов растений (астра солончаковая, сведа стреляющая, кермек опушённый, камыш Табернемонтана, триостренник морской, осока расставленная, полынь одностолбиковая, подорожник солончаковый, бодяк серый, бескильница расставленная и др.).

### Болота, имеющие международное значение
Водно-болотные угодья, внесённые в Перспективный список Рамсарской конвенции («Теневой список» водно-болотных угодий, имеющих международное значение):
- Болото Разрезное расположено в 3,5 км к северо-востоку от п. Добринка. Является водораздельным сфагновым болотом озёрного голоценового происхождения. Характерно произрастание редких северных видов растений[37].
- Болото Попово является водораздельным сфагновым болотом озёрного голоценового происхождения. Характерно произрастание редких северных видов растений. Внесены в список охраняемых природных объектов «ТЕЛМА»[37].

## Объекты культурного наследия
- Ансамбль усадьбы, где родился и провёл детские годы С. Н. Терпигорев (XIX в.): 1) конный завод (конюшня и манеж), 2) парк, 3) сад, 4) пруд памятник архитектуры (вновь выявленный объект)
- Дом начальника железнодорожной станции, ул. Горького, 2 памятник архитектуры (вновь выявленный объект)
- Ансамбль архитектурный (кон. XIX в.): дом купеческий, ул. Горького, 4, лавка купеческая, ул. Горького, 6 памятник архитектуры (вновь выявленный объект)
- Дом купеческий с лавкой (кон. XIX в.), ул. Горького, 8 памятник архитектуры (вновь выявленный объект)
- Лавка купеческая со складами (кон. XIX в.), ул. Горького, 10 памятник архитектуры (вновь выявленный объект)
- Казарма (70-е гг. XIX в.), ул. Линейная, 46 памятник архитектуры (вновь выявленный объект)
- Казарма (70-е гг. XIX в.), ул. Линейная, 56 памятник архитектуры (вновь выявленный объект)
- Дом, в котором в детские годы жил писатель и критик А. К. Воронский, ул. Октябрьская, 81 памятник архитектуры (утраченный)
- Дом причта, ул. Октябрьская памятник архитектуры (утраченный)

## Музеи
- Литературно-краеведческий музей. Открылся в сентябре 2002 году.
- Музей хлеба. Открылся 24 ноября 2017 г.[21]. Всего в Музее хлеба 9 небольших залов[38].

## Имена, связанные с поселком
В Добринке жили и бывали писатели А. М. Горький, А. К. Воронский, В. А. Титов, М. Г. Домогацких, А. А. Бахарев, академик РАН Н. М. Чернышов, доктор наук В. Н. Логунов, полный кавалер ордена Славы С. Н. Назаркин, Герои Социалистического Труда Е. С. Баскакова, С. И. Дымов, Т. Е. Бугро, В. В. Донских, Г. В. Копалин, Герой Советского Союза Г. И. Черников и другие, начинали спортивную карьеру И. А. Курзанов, А. А. Анучин.